# Myrtillocactus cochal
Myrtillocactus cochal är en kaktusväxtart som först beskrevs av Charles Russell Orcutt, och fick sitt nu gällande namn av Nathaniel Lord Britton och Joseph Nelson Rose. Myrtillocactus cochal ingår i släktet Myrtillocactus och familjen kaktusväxter. Inga underarter finns listade i Catalogue of Life.

## Bildgalleri

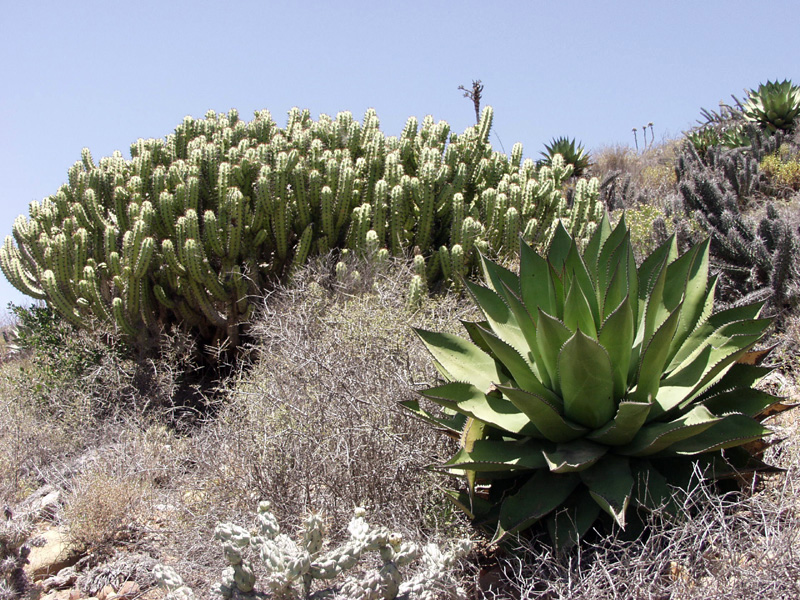
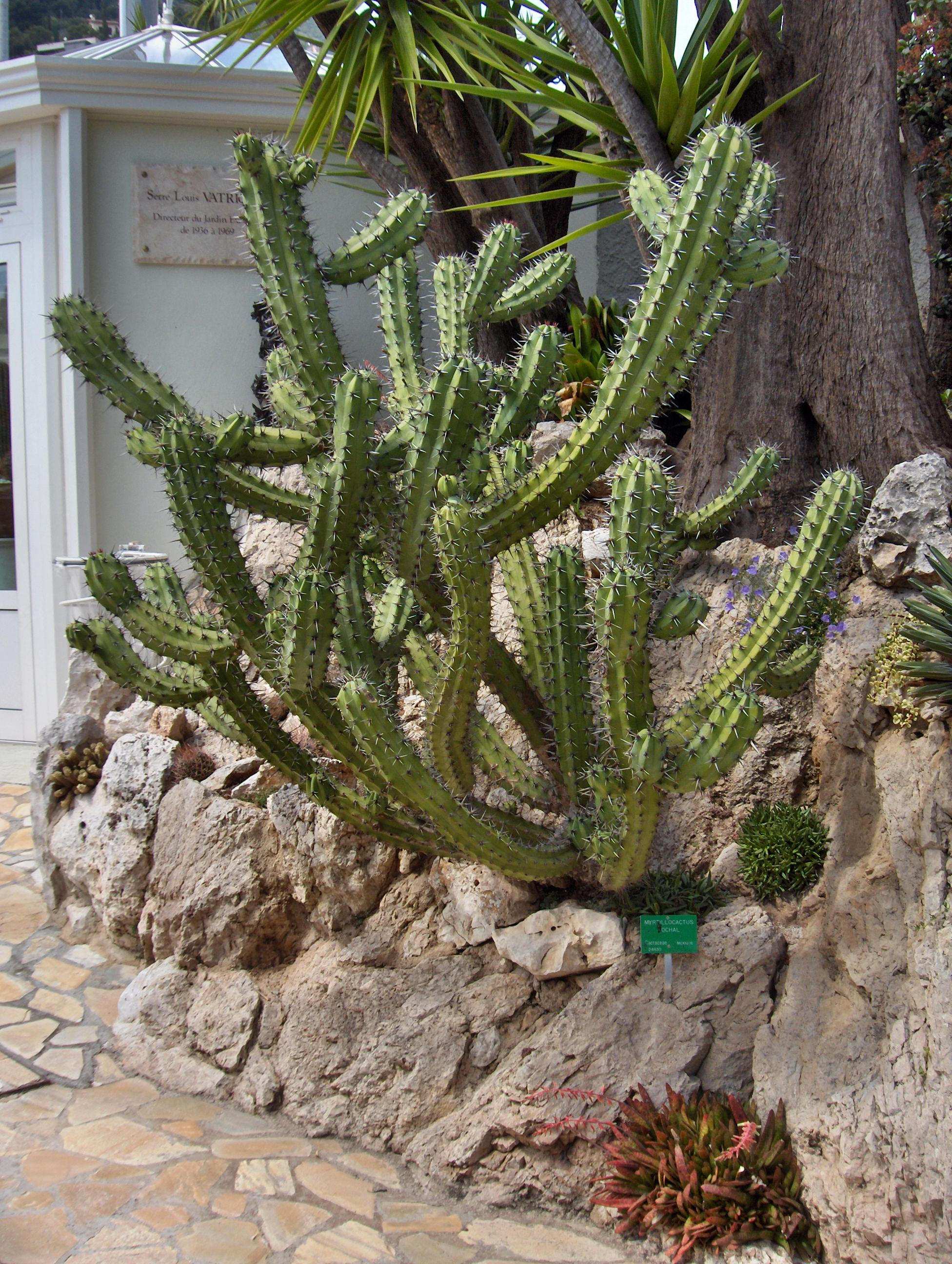
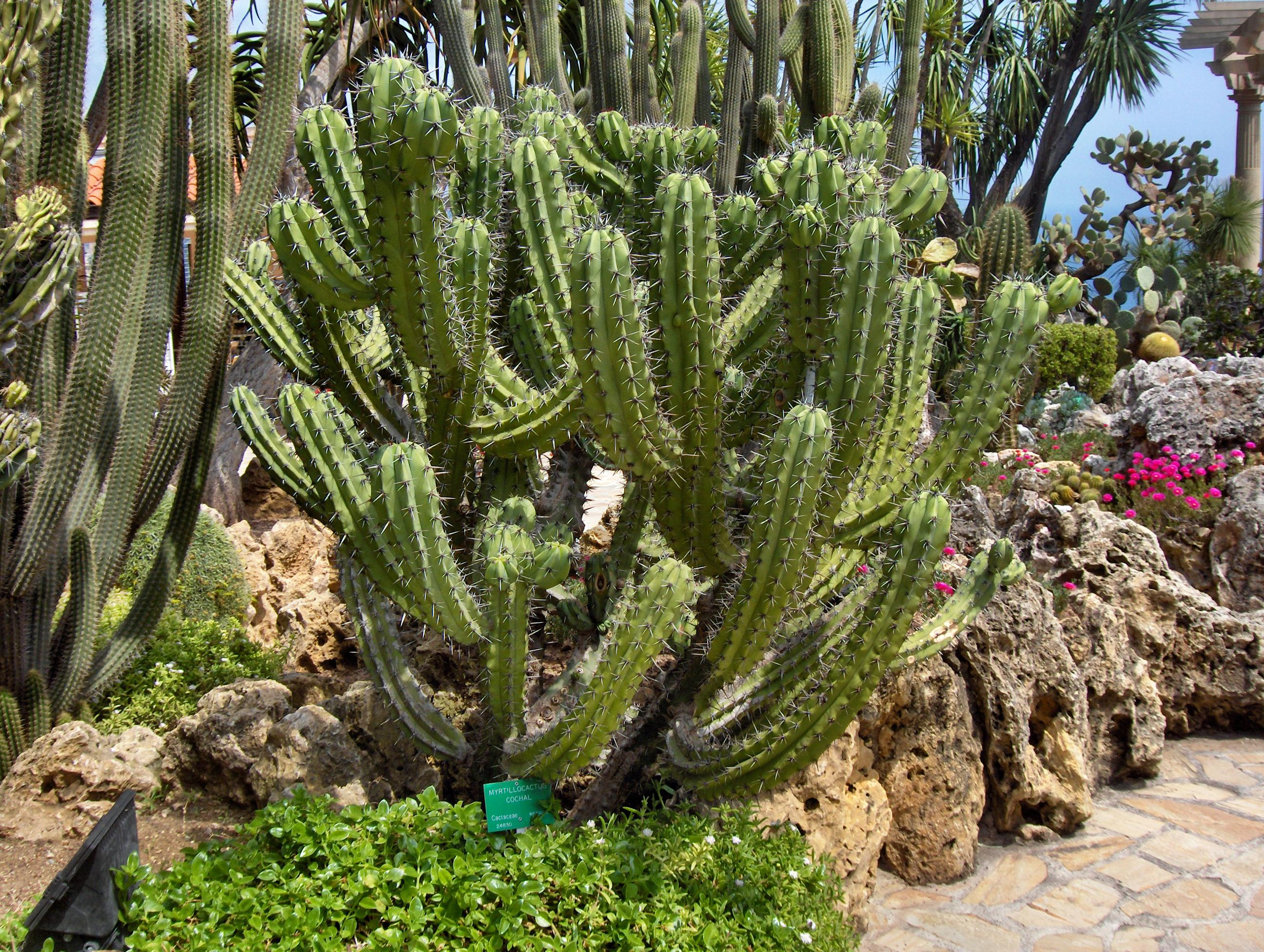
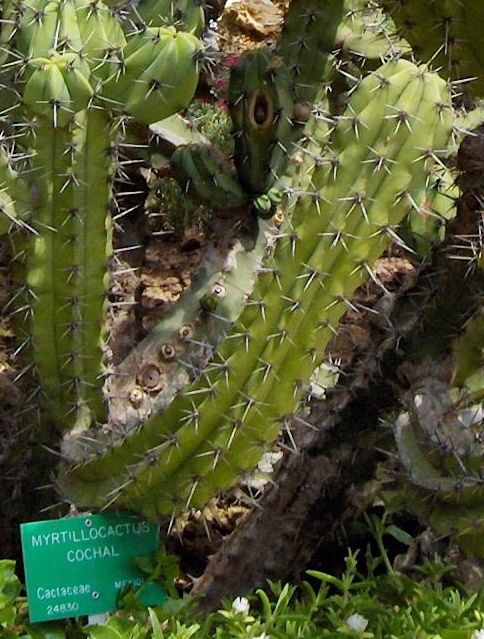